# Callopistria japonibia
Callopistria japonibia är en fjärilsart som beskrevs av Embrik Strand 1921. Callopistria japonibia ingår i släktet Callopistria och familjen nattflyn. Inga underarter finns listade i Catalogue of Life.